# Léo Marciano
Pour les articles homonymes, voir Marciano.
Léo Marciano est un styliste français né en Algérie. Il est le créateur de la marque Léo Marciano Paris.

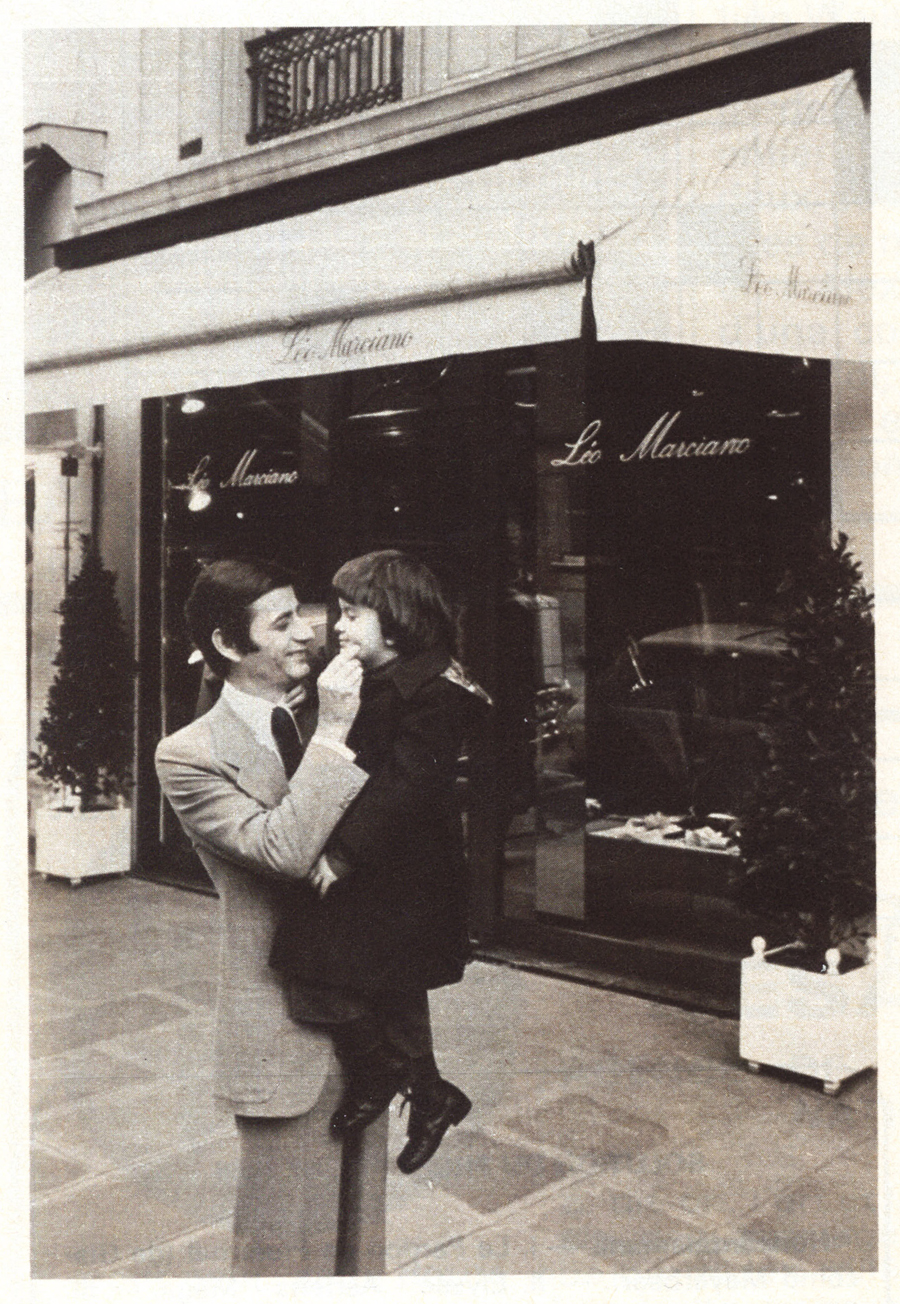
Léo Marciano devant sa boutique Rue du Faubourg Saint-Honoré

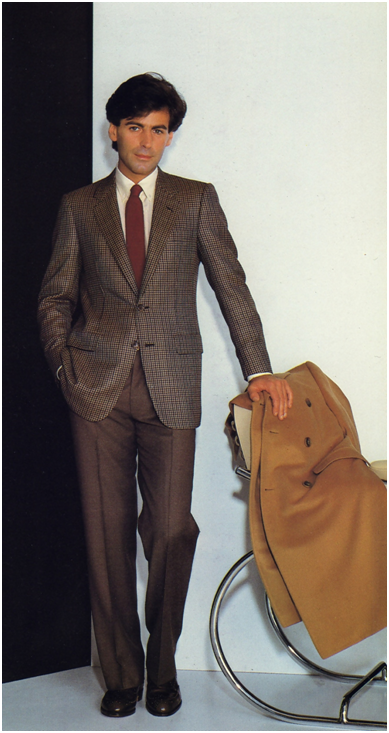
Léo Marciano Paris - Hommes

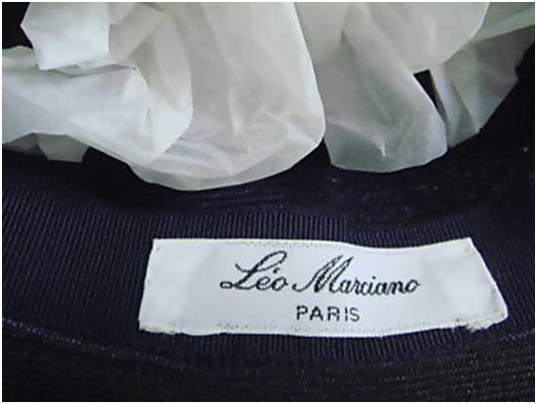
Griffe Léo Marciano

## Carrière
Léo Marciano est dessinateur de formation. En 1966, après avoir entamé une carrière d’enseignant, il se lance dans la couture et ouvre sa propre maison. Dans son atelier d’une centaine d’employés, Léo Marciano crée un véritable espace de recherche en utilisant les technologies et les machines les plus performantes de l’époque. Il dirige lui-même chaque étape du processus pour maîtriser la qualité de fabrication du prêt à porter et de la couture.
L’hebdomadaire Jours de France s’intéresse à ses créations et contribue à ses premiers succès. La maison Léo Marciano s’agrandit  et développe une clientèle internationale.
Léo Marciano obtient le label de  « Couture » octroyé par le Ministère de l’Industrie et du Commerce[réf. nécessaire][source insuffisante] et fait une percée sur le marché du luxe. La presse popularise ses créations[réf. souhaitée] qui sont publiées dans des magazines tels que Vogue et Jours de France. Des boutiques à l'enseigne Léo Marciano ouvrent à Paris, rue du Faubourg-Saint-Honoré, rue Cambon, rue François-1er et avenue Victor-Hugo.
Il collabore avec des photographes réputé[réf. souhaitée]s comme Guy Bourdin, Peter Knapp, Sam Levin, et Jean-Loup Sieff pour la création de ses catalogues et campagnes publicitaires.
Par sa notoriété grandissante, Léo Marciano habille les femmes du monde politique et notamment l’Élysée; à l’étranger Margaret Thatcher, l’impératrice Farah Diba, et la princesse Caroline de Monaco. Parmi les actrices, la star d’Orfeo Negro, Marpessa Dawn[source insuffisante], Anny Duperey et bien d’autres[source insuffisante].

## Le marché japonais
Avec l’appui de la multinationale française Pechiney Ugine Kuhlmann (PUK) qui met à sa disposition le support nécessaire à la réalisation de ses activités commerciales à Tokyo, la marque Léo Marciano s’impose avec succès au Japon. En 1978, trente cinq boutiques portent son nom à travers le pays.
Léo Marciano est le premier styliste européen à traiter directement avec les Japonais sans avoir besoin de passer par l’intermédiaire des entreprises locales qui contrôlaient à l’époque les importations. Au Japon, il travaille sur le développement et l’innovation de nouvelles matières. En collaboration avec la multinationale japonaise Toray, qui fait appel à lui, il développe un nouveau matériau, l’« Alcantara », dont il fera un usage régulier dans ses collections. Ce matériau est aujourd’hui mondialement connu et utilisé dans la mode, la décoration et même dans l’industrie automobile[source insuffisante].

## Arrêt des activités
En 1985, Leo Marciano connaît des problèmes de santé et son entreprise cesse toute activité.